# Ільїна Ніна Олександрівна
Ні́на Олекса́ндрівна Ільїна́ (30 серпня 1951, Київ, Українська РСР) — українська акторка, громадська діячка. Заслужена артистка України (2000). Президент Міжнародного фестивалю акторів кіно «Стожари». Генеральна директор акторської агенції Національної Спілки кінематографістів України «Гільдія кіноакторів».

## Життєпис
Народилася 30 серпня 1951 у Києві. 1968 року закінчила середню школу № 108 міста Києва
- 1958—1968 — навчалася у студії художнього слова Київського палацу піонерів
- 1968—1972 — навчання на акторському факультеті Всесоюзного Державного інституту кінематографії (Москва), за фахом актора драми і кіно. Спеціальний курс — українська майстерня на замовлення Міністерства культури України, під керівництвом Народного артиста СРСР Володимира Бєлокурова. Здобула диплом із відзнакою.
- 1972—2006 — акторка театру-студії кіноактора Кіностудії імені Олександра Довженка (Київ)
- з 1977 — членкиня Спілки кінематографістів України
- 1989—1999 — Президент Професійної гільдії кіноакторів України
- з 1995 — авторка, продюсерка, генеральна директор і президент Міжнародного фестивалю акторів кіно «Стожари» (Київ)
- з 1999 — генеральна директор акторської агенції НСКУ «Гільдія кіноакторів» (Київ)
- з 2008 — доцентка кафедри театрального мистецтва Київського міжнародного університету[1]
- 2009—2012 — завідувачка кафедрою театрального факультету Київського міжнародного університету[2]
- 2010-2018-— професор, директор Навчально-наукового інституту телебачення кіно і театру  Київського міжнародного університету
- 2016; 2019 — президент, директор Всеукраїнського молодіжного фестивалю кіно-театральної творчості «Зірки, що зійдуть завтра»[3]
- 2017-— членкиня громадської організації Українська кіноакадемія
- 2017-— амбасадорка Міжнародної амбасади жінок-підприємниць
- 2018-2021-— директор Навчально-наукового інституту театрального мистецтва ПЗВО "Київський міжнародний університет"
- з 2021-— професор кафедри сценічного мистецтва Навчально-наукового інституту театрального та музичного мистецтва ПЗВО "Київський міжнародний університет".
- з 2025р.- директор Навчально - наукового інституту театрального та музичного мистецтва  Київського міжнародного університету[1](КиМУ)

## Головний творчий проєкт
Міжнародний фестиваль акторів кіно «Стожари», який проходив у Києві один раз на два роки: 1995, 1997, 1999, 2003, 2005. Ніна Ільїна — президент, генеральна директор, продюсерка, авторка фестивалю.

## Почесні звання та відзнаки
- 1976 — Почесна Грамота Президії Верховної Ради Білоруської РСР
- 1981 — Медаль «За трудову відзнаку»
- 2000 — Заслужена артистка України
- 2003 — Орден Нестора Літописця ІІІ ступеня (УПЦ)
- 2006 — Почесна грамота Верховної Ради України (За особливі заслуги перед українським народом)

## Фільмографія
| п/№ | рік       | Назва фільму                                                    | режисер                              | роль                                                            | студія                                                  |
| --- | --------- | --------------------------------------------------------------- | ------------------------------------ | --------------------------------------------------------------- | ------------------------------------------------------- |
| 1   | 1965      | Розумні речі                                                    | Юрій Суярко                          | Дочка барина (головна роль)                                     | Укртелефільм                                            |
| 2   | 1972      | Гонщики                                                         | Ігор Масленников                     | Свєточка (епізод)                                               | Ленфільм                                                |
| 3   | 1972      | Гра                                                             | Леонід Макаричев                     | Вчителька (друга роль)                                          | Ленфільм                                                |
| 4   | 1973      | Лаври                                                           | Володимир Горпенко                   | Зіна                                                            | Кіностудія імені Олександра Довженка                    |
| 5   | 1973      | Біля цих вікон                                                  | Хасан Бакаєв                         | Аня (головна роль)                                              | Мосфільм                                                |
| 6   | 1973      | Ні пуху, ні пера                                                | Віктор Іванов                        | Галя (головна роль)                                             | Кіностудія імені Олександра Довженка                    |
| 7   | 1974      | Без права на помилку                                            | Олександр Файнциммер                 | Юля Жемаріна (головна роль)                                     | Мосфільм                                                |
| 8   | 1974      | Особисте життя                                                  | Володимир Довгань                    | Ліза                                                            | Кіностудія імені Олександра Довженка                    |
| 9   | 1974      | Народжена революцією                                            | Григорій Кохан                       | Муська                                                          | Кіностудія імені Олександра Довженка                    |
| 10  | 1974      | Юркові світанки                                                 | Микола Ільїнський                    | Зіна (епізод)                                                   | Кіностудія імені Олександра Довженка                    |
| 11  | 1974—1976 | Дума про Ковпака                                                | Тимофій Левчук                       | Оля (друга роль)                                                | Кіностудія імені Олександра Довженка                    |
| 12  | 1975      | Капітан Немо                                                    | Василь Лєвін                         | Дівчина з зеленими очима (епізод)                               | Одеська кіностудія                                      |
| 13  | 1975      | Голубка                                                         | Володимир Назаров                    | Маша                                                            | Мосфільм                                                |
| 14  | 1976      | Весна 29-го                                                     | Георгій Юнгвальд-Хількевич           | Анка (головна роль)                                             | Одеська кіностудія                                      |
| 15  | 1976      | Ви Петька не бачили?                                            | Валентин Попов                       | Валентина (головна роль)                                        | Кіностудія імені Олександра Довженка                    |
| 16  | 1977      | Солдатки                                                        | Валентин Козачков                    | Феня Лавриненко (головна роль)                                  | Одеська кіностудія                                      |
| 17  | 1978      | Підпільний обком діє                                            | Анатолій Буковський                  | Леся Бодько (друга роль)                                        | Кіностудія імені Олександра Довженка                    |
| 18  | 1978      | Казка як казка                                                  | Олег Бійма                           | Добра Фея (головна роль)                                        | Укртелефільм                                            |
| 19  | 1978      | Алмазна стежка                                                  | Володимир Хмельницький               | Віра Лясун (головна роль)                                       | Київнаукфільм Інтер-Альянс фільм ГмбХ                   |
| 20  | 1978      | Напередодні прем'єри                                            | Олег Гойда                           | акторка в ролi Агафії Тихонівни з "Одруження" м.Гоголя (епізод) | Кіностудія імені Олександра Довженка                    |
| 21  | 1979      | Перстень з діамантом                                            | Юрій Суярко                          | Клава (головна роль)                                            | Укртелефільм                                            |
| 22  | 1979      | Вечорниці                                                       | Юрій Суярко                          | Пріська (головна роль)                                          | Укртелефільм                                            |
| 23  | 1980      | Платон мені друг                                                | Віктор Шкурін                        | Тоня (друга роль)                                               | Кіностудія імені Олександра Довженка                    |
| 24  | 1980      | Київські зустрічі                                               | Сільвія Сергейчикова                 | подруга (епізод)                                                | Кіностудія імені Олександра Довженка                    |
| 25  | 1980      | Скарбничка                                                      | Володимир Савєльєв Михайло Григор'єв | Розі (друга роль)                                               | Кіностудія імені Олександра Довженка                    |
| 26  | 1980      | Беремо все на себе                                              | Євген Шерстобитов                    | Дівчина Федора (друга роль)                                     | Кіностудія імені Олександра Довженка                    |
| 27  | 1980      | Мужність                                                        | Борис Савченко                       | Катя Ставрова (друга роль)                                      | Кіностудія імені Олександра Довженка                    |
| 28  | 1982      | Трест, що луснув                                                | Олександр Павловський                | Губернаторка                                                    | Одеська кіностудія                                      |
| 29  | 1982      | Посмішки Нечипорівки                                            | Олег Бійма                           | Багатодітна мати                                                | Укртелефільм                                            |
| 30  | 1982      | Сто перший                                                      | Вадим Костроменко                    | Женя Гражданкіка (гол.жіноча роль)                              | Одеська кіностудія                                      |
| 31  | 1985      | Побачення на Чумацькому шляху                                   | Яніс Стрейч                          | Аня (друга роль)                                                | Ризька кіностудія                                       |
| 32  | 1990      | Повернення з пустелі                                            | Бернхард Стефан                      | Перекладачка                                                    | Німеччина (ГДР) i Алжир, кіностудія DEFA і ЕNPA Algerie |
| 33  | 1989      | Важко бути богом                                                | Петер Фляйшман                       | Сіула                                                           | Кіностудія імені Олександра Довженка Hallelujah Films   |
| 34  | 1989      | Небилиці про Івана                                              | Борис Івченко                        | Попадя                                                          | Кіностудія імені Олександра Довженка                    |
| 35  | 1991      | И чёрт с нами                                                   | Олександр Павловський                | Марго, артистка                                                 | Одеська кіностудія                                      |
| 36  | 1991      | Подарунок на іменини                                            | Леонід Осика                         | Роль другого плану                                              | Кіностудія імені Олександра Довженка                    |
| 37  | 1991      | Убити «Шакала»                                                  | Григорій Кохан                       | Провідниця                                                      | Кіностудія імені Олександра Довженка                    |
| 38  | 1994      | Наречений із Майями                                             | Анатолій Ейрамджан                   | Ніночка                                                         | к/с " Новый Вавилон"                                    |
| 39  | 2003      | Завтра будет завтра                                             | Олена Дем'яненко                     | Начальниця жіночої колонії                                      | Новий канал                                             |
| 40  | 2007      | Когда её совсем не ждёшь                                        | Тетяна Магар                         | Покоївка                                                        | Star Media                                              |
| 41  | 2010      | «Повернення Мухтара», 5 сезон, "Бізнес по-російськи" серія 93 ) |                                      | Грошева                                                         | НТВ                                                     |
| 42  | 2010      | Маршрут милосердя (телесеріал)                                  | Бата Недіч                           | Анна Петрівна                                                   | Київтелефільм - Мостелефільм                            |
| 43  | 2011      | «Повернення Мухтара» 7 сезон "Зловмисник" (1серія)              |                                      | Мілена                                                          | НТВ                                                     |
| 44  | 2014      | Особова справа (телесеріал)                                     |                                      | Мати Велесової                                                  | Film.UA                                                 |
| 45  | 2014      | "Життєві історії" телепрограма                                  | Василь Звєрєв                        | Ніна Ільїна                                                     | Телеканал Київ                                          |
| 46  | 2016      | "День Янгола" телепрограма                                      | Ілья Ноябрьов                        | Ніна Ільїна                                                     | ТРК ЕРА                                                 |
| 47  | 2019      | "Портрет актриси в інтер'єрі часу" телепрограма                 | Людмила Михалевич                    | Ніна Ільїна                                                     | Телекомпанія "Глас"                                     |
| 48  | 2020      | Серіал " Речові докази" серія " Подарунок долі"                 |                                      | Сотникова - слідча (головна роль)                               | ІНТЕР                                                   |